# 508 Princetonia
508 Princetonia
508 Princetonia là một tiểu hành tinh ở vành đai chính. Nó được Raymond Smith Dugan phát hiện ngày 20.4.1903 ở Heidelberg, và được đặt tên là "Princetonia" theo tên đại học Princeton ở New Jersey, Hoa Kỳ.